# Педро Фернандес де Кирос
Педро Фернандес де Кирос (на испански: Pedro Fernández de Quirós) е португалски мореплавател и изследовател в служба на испанската корона.

## Ранни години (1565 – 1595)
Роден е през 1565 година в Евора, Португалия. Много млад се присъединява към испанския флот (по това време сегашна Португалия и Испания са под властта на една Монархия) и става опитен моряк. 

## Експедиционна дейност (1595 – 1606)

### Участие в експедицията на Менданя де Нейра (1595 – 1596)
През 1595, вече 30-годишен, Педро де Кирос се отправя към Перу, където получава мястото на капитан и главен кормчия във втората експедиция на известния със своите открития испанец Алаваро де Менданя и Нейра.
На 21 юли 1595 мореплавателите откриват на разстояние приблизително 4200 км. от Лима остров, който кръщават Магдалена (Фату Хива). Групата от четири острова, в състава на която влиза и Магдалена, е наречена Лас Маркесас де Мендоса (Маркизки острови). На това място европейци за първи път опитват плода на хлебното дърво.
След новооткритите острови експедицията се отправя на запад – северозапад. За лош късмет, минават покрай остров Тинакула точно при изригване на местния вулкан. Изригването е толкова силно, че бързо обгръща моряците с прах и тъмнина. В непрогледния мрак експедицията загубва кораба „Алмиранта“, съдбата на който така и не става известна. Едва през нашия век може би тя се изяснява, когато на североизточния бряг на Австралия са открити испански монети и оръжие. Възможно е те да са били на „Алмиранта“, а екипажът да е загинал на брега.
Останалите три кораба достигат до островите Санта Крус, обявяват ги за испански владения и основават селище на остров Ндени. Тъй като на островите е почти невъзможно да се осигури препитание, екипажът иска незабавно връщане в родината. Подписите на съставената петиция са поставени в кръг, за да не се разбере кой пръв е поставил своя. В отговор на петицията Менданя убива началника на отряда, когото заподозира в измяна. Последва бунт, който бързо е потушен.
Избухналата сред моряците в селището епидемия е нов удар за експедицията. Скоро самият Менданя се разболява и умира (18 октомври 1595), а ръководството е прехвърлено на Кирос. Изнервени испанците убиват вожда на туземците, с което допълнително утежняват своето положение. За да отмъстят за убийството и в желанието си да изгонят чуждоземците, иначе миролюбивите туземци се вдигат на въстание. През ноември 1595 Кирос събира хората си и решава да отплава за Манила. Чумата убива 47 души от екипажа, а като капак на техните беди една нощ изчезва и вторият им кораб. На 3 януари 1596 останалите два кораба преминават покрай Разбойническия остров, а на 10 февруари остатъкът от експедицията (около 200 души загиват) достига до Филипините. След две години и половина Кирос по пътя през Тихия океан, открит от Урданета, довежда на 11 декември 1598 двата оцелели кораба в Акапулко.

### Второ плаване в Тихия океан (1599 – 1606)

#### Подготовка на плаването (1599 – 1605)
След завръщането си през 1599 в Лима, Кирос засипва с молби за организиране на нова експедиция в Южното море вицекралят на Перу Лиус де Веласко. Настойчивостта му произтича от убеждението, че в тези ширини съществува огромен материк. За да убеди вицекраля и търсейки подкрепа, Кирос на свои разноски се отправя за Испания. През февруари 1600 пристига в град Сан Лукаре, посещава Севиля и Мадрид. Хладният прием го принуждава да се отправи към Рим с надеждата, че главата на католическата църква ще подкрепи неговия проект. Испанският консул в Рим – херцог Сеса, лобира в негова полза и убеждава папата в нуждата от една нова експедиция в южните морета. Папата написва писмо до испанския крал Филип III, в което подчертава, че заради славата на Светата църква е желателно такава експедиция да бъде осъществена. С това писмо Кирос напуска Рим и през юни 1602 се прибира в Испания. От „Съвета по въпросите на Индия“ (ведомство, на което са подчинени всички задморски владения на Испания) към плана на Кирос се отнасят повече от сдържано. За негово щастие помощ му оказват влиятелни чиновници, поддържащи проекта и свързани с Рим. През месец април 1603 крал Филип III подписва указ за сформиране на флотилия, която под командването на Кирос да се отправи от Перу по посока на Южния материк.
С кралския указ в походната си чанта Кирос се отправя към Новия свят с твърдата надежда, че след година флотилията ще напусне пристанището на Каляо. В Карибско море обаче, корабът, на който плава, потъва и осем месеца Кирос очаква попътен кораб на венецуелския бряг да го закара до Панама. След пристигането си в Панама, тамошният губернатор му оказва поддръжка и всичко върви отлично. Един ден преди отплаването Кирос отива на религиозно празненство, но сградата, в която се провежда службата, внезапно се срутва и десет седмици Кирос се намира в болница между живота и смъртта. Едва на 6 март 1605 Кирос успява най-накрая да се добере до Каляо и да започне осъществяването на своята мечта. Сутринта на другия ден е приет на аудиенция при вицекраля на Перу, който веднага се разпорежда да се престъпи към оборудване на флотилия и скоро в Каляо започва усилена дейност. Флотилията му включва три кораба: „Капитана“, „Алмиранта“ и малкия съд „Трима влъхви“, с които се отправя на последната испанска експедиция в търсене на митичната южна земя – Австралия (на латински: Terra australis incognita – „Невидима южна земя“) в Тихи океан. Корабите са оборудвани много добре, но екипажът е събран от „кол и въже“. Испанските власти, „подбирайки кадрите“, се стремят преди всичко към това, че кормчиите и капитаните да доносничат един друг и да снабдяват своите сюзерени с негласна информация. За помощник-капитан на „Капитана“ е назначен Диего Прадо и Товар, който люто ненавижда своя началник, за главен кормчия заядливеца и хулиган – Хуан Очоа де Билбао, а за капитан на „Алмиранта“ – Луис Ваес де Торес, великолепен моряк, но върл противник на Кирос. Във флотилията са привлечени 300 моряци и войници и 10 монаси. На борда са натоварени множество продоволствия, различен селскостопански инвентар, домашни животни и множество дребни подаръци за обмен с островитяните. Разпоредбите, които издава Кирос веднага възбуждат недоволството на екипажа. Той изхвърля зад борда всички игрални зарове и прочита заповед, в която се забранява на войниците и моряците да пият вино, да не богохулстват и в никакъв случай да не притесняват, обиждат и грабят туземците при слизането им на откритите острови.

#### Експедиция в Тихия океан (1605 – 1606)
На 21 декември 1605 г. флотилията отплава от Каляо. По първоначални инструкции Кирос трябва да плава на югозапад до 30° ю.ш. и ако дотогава не срещне земя, да завие на северозапад, да достигне до 10° ю.ш. и да завие на запад към о-вите Санта Крус.
На 26 януари 1606 експедицията открива атола Дюси (0,7 км2, 24°41′ ю. ш. 124°47′ з. д. / 24.683333° ю. ш. 124.783333° з. д.), а на 29 януари – остров Хендерсън (37,3 км2, 24°21′ ю. ш. 128°19′ з. д. / 24.35° ю. ш. 128.316667° з. д.). Корабите продължават на запад и до 19 февруари 1606 в архипелага Туамоту испанците откриват о-вите Актеон (21°20′ ю. ш. 136°33′ з. д. / 21.333333° ю. ш. 136.55° з. д., включващи островчетата Ваханга, Матуреивавао, Тенараро и Тенарунга, с обща площ 9,2 км2) и атолите Марутеа Южен (7 февруари, 2,8 км2, 21°20′ ю. ш. 136°33′ з. д. / 21.333333° ю. ш. 136.55° з. д.), Аману (12 февруари, 9,6 км2, 17°48′ ю. ш. 140°46′ з. д. / 17.8° ю. ш. 140.766667° з. д.), Ненгоненго (средата на февруари, 9 км2, 18°46′ ю. ш. 141°48′ з. д. / 18.766667° ю. ш. 141.8° з. д.), Рекарека (13 февруари, 1,6 км2, 16°50′ ю. ш. 141°55′ з. д. / 16.833333° ю. ш. 141.916667° з. д.), Херехеретуе (4 км2, 19°52′ ю. ш. 144°58′ з. д. / 19.866667° ю. ш. 144.966667° з. д.), Анаа (17 февруари, 38 км2, 17°23′ ю. ш. 145°30′ з. д. / 17.383333° ю. ш. 145.5° з. д.), Ниау (20 км2, 16°10′ ю. ш. 146°22′ з. д. / 16.166667° ю. ш. 146.366667° з. д.), Макатеа (24 км2, 15°45′ ю. ш. 148°15′ з. д. / 15.75° ю. ш. 148.25° з. д.), Рароя (41 км2, 16°01′ ю. ш. 142°26′ з. д. / 16.016667° ю. ш. 142.433333° з. д.) и Такуме (5 км2, 15°48′ ю. ш. 142°12′ з. д. / 15.8° ю. ш. 142.2° з. д.).
На 21 февруари, на 9°58′ ю. ш. 150°13′ з. д. / 9.966667° ю. ш. 150.216667° з. д., Кирос вторично открива атола Каролайн, а на 1 март, в Северните Кукови о-ви, открива остров Ракаханга (4,1 км2, 10°02′ ю. ш. 161°05′ з. д. / 10.033333° ю. ш. 161.083333° з. д.). Близо месец флотилията плава на запад, като моряците страдат от жажда и липса на топла храна поради недостиг на дърва за огрев, като на 20 март е открит необитаемият тогава остров Суейнс (11°03′ ю. ш. 171°05′ з. д. / 11.05° ю. ш. 171.083333° з. д.) северно от архипелага Самоа.
Най-накрая, на 7 април, се показват обитаемите о-ви Даф (9°52′ ю. ш. 167°11′ и. д. / 9.866667° ю. ш. 167.183333° и. д.) и остров Тикопия (21 април, 5 км2, 12°18′ ю. ш. 168°50′ и. д. / 12.3° ю. ш. 168.833333° и. д.) от о-вите Санта Крус. От 25 до 27 април са открити островите Урепарапара (39 км2, 13°32′ ю. ш. 167°20′ и. д. / 13.533333° ю. ш. 167.333333° и. д.), Вануа Лава (330 км2, 13°48′ ю. ш. 167°28′ и. д. / 13.8° ю. ш. 167.466667° и. д.), Гауа (330 км2, 14°16′ ю. ш. 167°31′ и. д. / 14.266667° ю. ш. 167.516667° и. д.), Мериг (0,5 км2, 14°19′ ю. ш. 167°48′ и. д. / 14.316667° ю. ш. 167.8° и. д.) и Мере Лава (15 км2, 14°27′ ю. ш. 168°04′ и. д. / 14.45° ю. ш. 168.066667° и. д.), всичките от о-вите Банкс.
На 30 април испанците откриват остров Маево (303 км2, 15°10′ ю. ш. 168°10′ и. д. / 15.166667° ю. ш. 168.166667° и. д.), а на следващия ден, на 15°16′ ю. ш. 166°55′ и. д. / 15.266667° ю. ш. 166.916667° и. д., – остров Еспириту Санто, най-големия (3677 км2) в Новохебридските о-ви (о-вите Вануату), който предполага, че е част от легендарния Южен континент.
На „новия континент“ Кирос тържествено основава първия християнски град – Нов Йерусалим. Оттук християнската вяра трябва да се разпространи сред черните жители на „континента“. Пет седмици моряците прекарват на острова, а в началото на шестата край брега остават само два кораба. По версията, изложена от самия Кирос, по време, когато се опитва да изследва бреговете на новооткрития „континент“, буря го отнася в открития океан, поради което не може да се върне и заминава за Мексико. По другата, по-вероятна версия, Кирос тайно напуска своите другари и предателски ги изоставя, за да съобщи на целия християнски свят за великото откритие извършено от него и за да изпроси от испанското правителство права за управление на „Южния континент“.
На обратния път, на 8 юли, в северната част на о-вите Гилбърт открива атола Бутаритари (3°09′ с. ш. 172°50′ и. д. / 3.15° с. ш. 172.833333° и. д.). На 23 декември 1606 г. експедицията се прибира в Акапулко без да загуби нито един човек (безпримерен случай в испанските морски експедиции), а на 9 декември следващата година се завръща в Мадрид.

## Следващи години (1607 – 1614)
В следващите 2 – 3 години Кирос всячески се стреми да сформира нова експедиция до новооткритата Южната Земя на Светия дух. Пише хиляди писма с обяснения по адрес на всички висши учреждения в Испания, пише на краля и на папата, преминава през всички канцеларии на столицата. През 1608 „Съвета по въпросите на Индия“ излиза с решение такава да не бъде организирана. Мотивите са съвсем тривиални – мнението е, че новооткритите територии са вредни. Те отнемат от Испания хора във време, когато в страната с всяка година пада числеността на населението, а откривателите отварят нови пътища за враговете на краля.
В края на 1609 Кирос се сдобива с малък успех. Филип III подписва указ до вицекраля на Перу (Хуан де Мендоса и Луна де Монтескларос), с който му заповядва да организира експедиция до Южния материк. През 1614 Кирос умира в Панама. Смъртта го избавя от последното му разочарование – вицекралят е получил от краля секретно предписание, за разлика от официалния указ, в никакъв случай да не се организира нова експедиция към „Южния континент“.